# Aeroportul Corcoran
Aeroportul Corcoran (IATA: CRO, ICAO: KCRO, FAA LID: CRO) este un aeroport din California, Statele Unite ale Americii ce deservește zona Corcoran⁠(d). A fost numit după zona deservită.
Situat la o altitudine de 60 m, aeroportul dispune de 1 pistă.

## Infrastructură

### Piste
Aeroportul dispune de o singură pistă. Pista 13/31 are suprafața de asfalt și dimensiunile 3.800 picioare × 50 picioare. 